# Sveriges herrlandskamper i fotboll 1960–1969
Sveriges herrlandskamper i fotboll 1960–1969 omfattade bland annat flera VM-, OS- och EM-kvalmatcher.

## 1960
| TM | 18 maj 1960 | Sverige | 4 – 1   | Irland | Malmö Stadion                                                |                                                              |
|    |             |         | (3 – 0) |        | Malmö Publik: 20 546 Domare: Jan Bronckhorst (Nederländerna) | Malmö Publik: 20 546 Domare: Jan Bronckhorst (Nederländerna) |
|    |             |         |         |        | Malmö Publik: 20 546 Domare: Jan Bronckhorst (Nederländerna) | Malmö Publik: 20 546 Domare: Jan Bronckhorst (Nederländerna) |
|    |             |         |         |        | Malmö Publik: 20 546 Domare: Jan Bronckhorst (Nederländerna) | Malmö Publik: 20 546 Domare: Jan Bronckhorst (Nederländerna) |

| NM | 22 juni 1960 | Finland | 0 – 3   | Sverige | Olympiastadion                                                     |                                                                    |
|    |              |         | (0 – 1) |         | Helsingfors Publik: 16 156 Domare: Kurt Tschenscher (Västtyskland) | Helsingfors Publik: 16 156 Domare: Kurt Tschenscher (Västtyskland) |
|    |              |         |         |         | Helsingfors Publik: 16 156 Domare: Kurt Tschenscher (Västtyskland) | Helsingfors Publik: 16 156 Domare: Kurt Tschenscher (Västtyskland) |
|    |              |         |         |         | Helsingfors Publik: 16 156 Domare: Kurt Tschenscher (Västtyskland) | Helsingfors Publik: 16 156 Domare: Kurt Tschenscher (Västtyskland) |

| NM | 18 september 1960 | Norge | 3 – 1   | Sverige | Ullevaal Stadion                                              |                                                               |
|    |                   |       | (2 – 1) |         | Oslo Publik: 31 037 Domare: Carl Frederik Jörgensen (Danmark) | Oslo Publik: 31 037 Domare: Carl Frederik Jörgensen (Danmark) |
|    |                   |       |         |         | Oslo Publik: 31 037 Domare: Carl Frederik Jörgensen (Danmark) | Oslo Publik: 31 037 Domare: Carl Frederik Jörgensen (Danmark) |
|    |                   |       |         |         | Oslo Publik: 31 037 Domare: Carl Frederik Jörgensen (Danmark) | Oslo Publik: 31 037 Domare: Carl Frederik Jörgensen (Danmark) |

| VMK | 19 oktober 1960 | Sverige                            | 2 – 0           | Belgien | Råsunda                                                     |                                                             |
|     |                 | Rune Börjesson 52′ Yngve Brodd 73′ | (0 – 0) Rapport |         | Stockholm Publik: 19 513 Domare: Thomas Wharton (Skottland) | Stockholm Publik: 19 513 Domare: Thomas Wharton (Skottland) |
|     |                 |                                    |                 |         | Stockholm Publik: 19 513 Domare: Thomas Wharton (Skottland) | Stockholm Publik: 19 513 Domare: Thomas Wharton (Skottland) |
|     |                 |                                    |                 |         | Stockholm Publik: 19 513 Domare: Thomas Wharton (Skottland) | Stockholm Publik: 19 513 Domare: Thomas Wharton (Skottland) |

| NM | 23 oktober 1960 | Sverige | 2 – 0   | Danmark | Nya Ullevi                                            |                                                       |
|    |                 |         | (1 – 0) |         | Göteborg Publik: 50 878 Domare: Birger Nilsen (Norge) | Göteborg Publik: 50 878 Domare: Birger Nilsen (Norge) |
|    |                 |         |         |         | Göteborg Publik: 50 878 Domare: Birger Nilsen (Norge) | Göteborg Publik: 50 878 Domare: Birger Nilsen (Norge) |
|    |                 |         |         |         | Göteborg Publik: 50 878 Domare: Birger Nilsen (Norge) | Göteborg Publik: 50 878 Domare: Birger Nilsen (Norge) |

| TM | 30 oktober 1960 | Sverige | 1 – 0   | Frankrike | Råsunda                                                           |                                                                   |
|    |                 |         | (1 – 0) |           | Stockholm Publik: 34 050 Domare: Nikolaj Latysjev (Sovjetunionen) | Stockholm Publik: 34 050 Domare: Nikolaj Latysjev (Sovjetunionen) |
|    |                 |         |         |           | Stockholm Publik: 34 050 Domare: Nikolaj Latysjev (Sovjetunionen) | Stockholm Publik: 34 050 Domare: Nikolaj Latysjev (Sovjetunionen) |
|    |                 |         |         |           | Stockholm Publik: 34 050 Domare: Nikolaj Latysjev (Sovjetunionen) | Stockholm Publik: 34 050 Domare: Nikolaj Latysjev (Sovjetunionen) |

## 1961
| TM | 26 mars 1961 | Tjeckoslovakien | 2 – 1   | Sverige | Sirahovscki                                       |                                                   |
|    |              |                 | (0 – 0) |         | Prag Publik: 45 000 Domare: Istvan Zsolt (Ungern) | Prag Publik: 45 000 Domare: Istvan Zsolt (Ungern) |
|    |              |                 |         |         | Prag Publik: 45 000 Domare: Istvan Zsolt (Ungern) | Prag Publik: 45 000 Domare: Istvan Zsolt (Ungern) |
|    |              |                 |         |         | Prag Publik: 45 000 Domare: Istvan Zsolt (Ungern) | Prag Publik: 45 000 Domare: Istvan Zsolt (Ungern) |

| VMK | 28 maj 1961 | Sverige                                                        | 4 – 0           | Schweiz | Råsunda                                                     |                                                             |
|     |             | Torbjörn Jonsson 8′ Rune Börjesson 14′, 75′ Agne Simonsson 70′ | (2 – 0) Rapport |         | Stockholm Publik: 17 400 Domare: Herminio Soares (Portugal) | Stockholm Publik: 17 400 Domare: Herminio Soares (Portugal) |
|     |             |                                                                |                 |         | Stockholm Publik: 17 400 Domare: Herminio Soares (Portugal) | Stockholm Publik: 17 400 Domare: Herminio Soares (Portugal) |
|     |             |                                                                |                 |         | Stockholm Publik: 17 400 Domare: Herminio Soares (Portugal) | Stockholm Publik: 17 400 Domare: Herminio Soares (Portugal) |

| NM | 18 juni 1961 | Danmark | 1 – 2   | Sverige | Københavns Idrætspark                                  |                                                        |
|    |              |         | (0 – 1) |         | Köpenhamn Publik: 50 000 Domare: Arnold Nilsen (Norge) | Köpenhamn Publik: 50 000 Domare: Arnold Nilsen (Norge) |
|    |              |         |         |         | Köpenhamn Publik: 50 000 Domare: Arnold Nilsen (Norge) | Köpenhamn Publik: 50 000 Domare: Arnold Nilsen (Norge) |
|    |              |         |         |         | Köpenhamn Publik: 50 000 Domare: Arnold Nilsen (Norge) | Köpenhamn Publik: 50 000 Domare: Arnold Nilsen (Norge) |

| NM | 9 augusti 1961 | Sverige | 4 – 0   | Finland | Idrottsparken                                           |                                                         |
|    |                |         | (2 – 0) |         | Norrköping Publik: 10 828 Domare: Jarl Hansen (Danmark) | Norrköping Publik: 10 828 Domare: Jarl Hansen (Danmark) |
|    |                |         |         |         | Norrköping Publik: 10 828 Domare: Jarl Hansen (Danmark) | Norrköping Publik: 10 828 Domare: Jarl Hansen (Danmark) |
|    |                |         |         |         | Norrköping Publik: 10 828 Domare: Jarl Hansen (Danmark) | Norrköping Publik: 10 828 Domare: Jarl Hansen (Danmark) |

| VMK | 4 oktober 1961 | Belgien | 0 – 2           | Sverige              | Heyselstadion                                                        |                                                                      |
|     |                |         | (0 – 0) Rapport | 69′, 77′ Yngve Brodd | Bryssel Publik: 25 000 Domare: Francesco Goncalves Guerra (Portugal) | Bryssel Publik: 25 000 Domare: Francesco Goncalves Guerra (Portugal) |
|     |                |         |                 |                      | Bryssel Publik: 25 000 Domare: Francesco Goncalves Guerra (Portugal) | Bryssel Publik: 25 000 Domare: Francesco Goncalves Guerra (Portugal) |
|     |                |         |                 |                      | Bryssel Publik: 25 000 Domare: Francesco Goncalves Guerra (Portugal) | Bryssel Publik: 25 000 Domare: Francesco Goncalves Guerra (Portugal) |

| NM | 22 oktober 1961 | Sverige | 2 – 0   | Norge | Nya Ullevi                                                    |                                                               |
|    |                 |         | (1 – 0) |       | Göteborg Publik: 41 387 Domare: Milan Fencl (Tjeckoslovakien) | Göteborg Publik: 41 387 Domare: Milan Fencl (Tjeckoslovakien) |
|    |                 |         |         |       | Göteborg Publik: 41 387 Domare: Milan Fencl (Tjeckoslovakien) | Göteborg Publik: 41 387 Domare: Milan Fencl (Tjeckoslovakien) |
|    |                 |         |         |       | Göteborg Publik: 41 387 Domare: Milan Fencl (Tjeckoslovakien) | Göteborg Publik: 41 387 Domare: Milan Fencl (Tjeckoslovakien) |

| VMK | 29 oktober 1961 | Schweiz                                                   | 3 – 2           | Sverige                           | Wankdorf Stadion                                    |                                                     |
|     |                 | Charles Antenen 9′ Rolf Wüthrich 67′ Norbert Eschmann 80′ | (1 – 1) Rapport | 1′ Agne Simonsson 78′ Yngve Brodd | Bern Publik: 55 000 Domare: Kenneth Aston (England) | Bern Publik: 55 000 Domare: Kenneth Aston (England) |
|     |                 |                                                           |                 |                                   | Bern Publik: 55 000 Domare: Kenneth Aston (England) | Bern Publik: 55 000 Domare: Kenneth Aston (England) |
|     |                 |                                                           |                 |                                   | Bern Publik: 55 000 Domare: Kenneth Aston (England) | Bern Publik: 55 000 Domare: Kenneth Aston (England) |

| VMK | 12 november 1961 | Schweiz                                 | 2 – 1           | Sverige         | Olympiastadion                                                           |                                                                          |
|     |                  | Heinz Schneiter 62′ Charles Antenen 82′ | (0 – 1) Rapport | 21′ Yngve Brodd | Berlin (Västtyskland) Publik: 46 387 Domare: Albert Dusch (Västtyskland) | Berlin (Västtyskland) Publik: 46 387 Domare: Albert Dusch (Västtyskland) |
|     |                  |                                         |                 |                 | Berlin (Västtyskland) Publik: 46 387 Domare: Albert Dusch (Västtyskland) | Berlin (Västtyskland) Publik: 46 387 Domare: Albert Dusch (Västtyskland) |
|     |                  |                                         |                 |                 | Berlin (Västtyskland) Publik: 46 387 Domare: Albert Dusch (Västtyskland) | Berlin (Västtyskland) Publik: 46 387 Domare: Albert Dusch (Västtyskland) |

## 1962
| TM | 7 april 1962 | Sverige | 3 – 1   | Tjeckoslovakien | Gamla Ullevi                                                      |                                                                   |
|    |              |         | (2 – 0) |                 | Göteborg Publik: 117 700 Domare: Nikolaj Latysjev (Sovjetunionen) | Göteborg Publik: 117 700 Domare: Nikolaj Latysjev (Sovjetunionen) |
|    |              |         |         |                 | Göteborg Publik: 117 700 Domare: Nikolaj Latysjev (Sovjetunionen) | Göteborg Publik: 117 700 Domare: Nikolaj Latysjev (Sovjetunionen) |
|    |              |         |         |                 | Göteborg Publik: 117 700 Domare: Nikolaj Latysjev (Sovjetunionen) | Göteborg Publik: 117 700 Domare: Nikolaj Latysjev (Sovjetunionen) |

| TM | 18 april 1962 | Sverige | 0 – 2   | Sovjetunionen | Råsunda                                                   |                                                           |
|    |               |         | (0 – 2) |               | Stockholm Publik: 11 089 Domare: Reino Koskinen (Finland) | Stockholm Publik: 11 089 Domare: Reino Koskinen (Finland) |
|    |               |         |         |               | Stockholm Publik: 11 089 Domare: Reino Koskinen (Finland) | Stockholm Publik: 11 089 Domare: Reino Koskinen (Finland) |
|    |               |         |         |               | Stockholm Publik: 11 089 Domare: Reino Koskinen (Finland) | Stockholm Publik: 11 089 Domare: Reino Koskinen (Finland) |

| NM | 19 juni 1962 | Finland | 0 – 3   | Sverige | Olympiastadion                                               |                                                              |
|    |              |         | (0 – 1) |         | Helsingfors Publik: 17 555 Domare: Erling Rolf Olsen (Norge) | Helsingfors Publik: 17 555 Domare: Erling Rolf Olsen (Norge) |
|    |              |         |         |         | Helsingfors Publik: 17 555 Domare: Erling Rolf Olsen (Norge) | Helsingfors Publik: 17 555 Domare: Erling Rolf Olsen (Norge) |
|    |              |         |         |         | Helsingfors Publik: 17 555 Domare: Erling Rolf Olsen (Norge) | Helsingfors Publik: 17 555 Domare: Erling Rolf Olsen (Norge) |

| EMK   | 21 juni 1962 | Norge | 0 – 2           | Sverige                   | Ullevaal Stadion                                      |                                                       |
| 19:15 | 19:15        |       | (0 – 2) Rapport | 10′, 40′ Örjan Martinsson | Oslo Publik: 28 249 Domare: George Bowman (Skottland) | Oslo Publik: 28 249 Domare: George Bowman (Skottland) |
| 19:15 | 19:15        |       |                 |                           | Oslo Publik: 28 249 Domare: George Bowman (Skottland) | Oslo Publik: 28 249 Domare: George Bowman (Skottland) |
| 19:15 | 19:15        |       |                 |                           | Oslo Publik: 28 249 Domare: George Bowman (Skottland) | Oslo Publik: 28 249 Domare: George Bowman (Skottland) |

| NM | 16 september 1962 | Norge | 2 – 1   | Sverige | Ullevaal Stadion                                      |                                                       |
|    |                   |       | (1 – 1) |         | Oslo Publik: 21 689 Domare: Valdemar Hansen (Danmark) | Oslo Publik: 21 689 Domare: Valdemar Hansen (Danmark) |
|    |                   |       |         |         | Oslo Publik: 21 689 Domare: Valdemar Hansen (Danmark) | Oslo Publik: 21 689 Domare: Valdemar Hansen (Danmark) |
|    |                   |       |         |         | Oslo Publik: 21 689 Domare: Valdemar Hansen (Danmark) | Oslo Publik: 21 689 Domare: Valdemar Hansen (Danmark) |

| NM | 28 oktober 1962 | Sverige | 4 – 2   | Danmark | Råsunda                                                   |                                                           |
|    |                 |         | (2 – 2) |         | Stockholm Publik: 18 847 Domare: Antero Lartola (Finland) | Stockholm Publik: 18 847 Domare: Antero Lartola (Finland) |
|    |                 |         |         |         | Stockholm Publik: 18 847 Domare: Antero Lartola (Finland) | Stockholm Publik: 18 847 Domare: Antero Lartola (Finland) |
|    |                 |         |         |         | Stockholm Publik: 18 847 Domare: Antero Lartola (Finland) | Stockholm Publik: 18 847 Domare: Antero Lartola (Finland) |

| EMK         | 4 november 1962 | Sverige           | 1 – 1           | Norge          | Malmö Stadion                                             |                                                           |
| 13:00 UTC+1 | 13:00 UTC+1     | Leif Eriksson 49′ | (0 – 0) Rapport | 60′ John Krogh | Malmö Publik: 8 726 Domare: Werner Bergmann (Östtyskland) | Malmö Publik: 8 726 Domare: Werner Bergmann (Östtyskland) |
| 13:00 UTC+1 | 13:00 UTC+1     |                   |                 |                | Malmö Publik: 8 726 Domare: Werner Bergmann (Östtyskland) | Malmö Publik: 8 726 Domare: Werner Bergmann (Östtyskland) |
| 13:00 UTC+1 | 13:00 UTC+1     |                   |                 |                | Malmö Publik: 8 726 Domare: Werner Bergmann (Östtyskland) | Malmö Publik: 8 726 Domare: Werner Bergmann (Östtyskland) |

| TM | 12 november 1962 | Israel | 0 – 4   | Sverige | Ramat Gan-stadion                                    |                                                      |
|    |                  |        | (0 – 2) |         | Tel Aviv Publik: 52 000 Domare: Edward Bodai (Polen) | Tel Aviv Publik: 52 000 Domare: Edward Bodai (Polen) |
|    |                  |        |         |         | Tel Aviv Publik: 52 000 Domare: Edward Bodai (Polen) | Tel Aviv Publik: 52 000 Domare: Edward Bodai (Polen) |
|    |                  |        |         |         | Tel Aviv Publik: 52 000 Domare: Edward Bodai (Polen) | Tel Aviv Publik: 52 000 Domare: Edward Bodai (Polen) |

| TM | 16 november 1962 | Thailand | 1 – 2   | Sverige | Okänt                                                  |                                                        |
|    |                  |          | (0 – 0) |         | Bangkok Publik: 8 000 Domare: Abraham Dudai (Thailand) | Bangkok Publik: 8 000 Domare: Abraham Dudai (Thailand) |
|    |                  |          |         |         | Bangkok Publik: 8 000 Domare: Abraham Dudai (Thailand) | Bangkok Publik: 8 000 Domare: Abraham Dudai (Thailand) |
|    |                  |          |         |         | Bangkok Publik: 8 000 Domare: Abraham Dudai (Thailand) | Bangkok Publik: 8 000 Domare: Abraham Dudai (Thailand) |

## 1963
| OSK | 4 maj 1963 | Ungern | 4 – 0   | Sverige | Nep Stadion                                                 |                                                             |
|     |            |        | (0 – 0) |         | Budapest Publik: 19 000 Domare: Friedrich Mayer (Österrike) | Budapest Publik: 19 000 Domare: Friedrich Mayer (Österrike) |
|     |            |        |         |         | Budapest Publik: 19 000 Domare: Friedrich Mayer (Österrike) | Budapest Publik: 19 000 Domare: Friedrich Mayer (Österrike) |
|     |            |        |         |         | Budapest Publik: 19 000 Domare: Friedrich Mayer (Österrike) | Budapest Publik: 19 000 Domare: Friedrich Mayer (Österrike) |

| TM | 5 maj 1963 | Sverige | 2 – 1   | Ungern | Råsunda                                                        |                                                                |
|    |            |         | (1 – 0) |        | Stockholm Publik: 19 100 Domare: Johannes Malka (Västtyskland) | Stockholm Publik: 19 100 Domare: Johannes Malka (Västtyskland) |
|    |            |         |         |        | Stockholm Publik: 19 100 Domare: Johannes Malka (Västtyskland) | Stockholm Publik: 19 100 Domare: Johannes Malka (Västtyskland) |
|    |            |         |         |        | Stockholm Publik: 19 100 Domare: Johannes Malka (Västtyskland) | Stockholm Publik: 19 100 Domare: Johannes Malka (Västtyskland) |

| TM | 22 maj 1963 | Sovjetunionen | 0 – 1   | Sverige | Moskva                                                              |                                                                     |
|    |             |               | (0 – 1) |         | Luzjnikistadion Publik: 75 000 Domare: Konstantin Dinov (Bulgarien) | Luzjnikistadion Publik: 75 000 Domare: Konstantin Dinov (Bulgarien) |
|    |             |               |         |         | Luzjnikistadion Publik: 75 000 Domare: Konstantin Dinov (Bulgarien) | Luzjnikistadion Publik: 75 000 Domare: Konstantin Dinov (Bulgarien) |
|    |             |               |         |         | Luzjnikistadion Publik: 75 000 Domare: Konstantin Dinov (Bulgarien) | Luzjnikistadion Publik: 75 000 Domare: Konstantin Dinov (Bulgarien) |

| EMK | 19 juni 1963 | Jugoslavien | 0 – 0           | Sverige | JNA                                                    |                                                        |
|     |              |             | (0 – 0) Rapport |         | Belgrad Publik: 60 000 Domare: Karl Kainer (Österrike) | Belgrad Publik: 60 000 Domare: Karl Kainer (Österrike) |
|     |              |             |                 |         | Belgrad Publik: 60 000 Domare: Karl Kainer (Österrike) | Belgrad Publik: 60 000 Domare: Karl Kainer (Österrike) |
|     |              |             |                 |         | Belgrad Publik: 60 000 Domare: Karl Kainer (Österrike) | Belgrad Publik: 60 000 Domare: Karl Kainer (Österrike) |

| NM | 14 augusti 1963 | Sverige | 0 – 0   | Norge | Nya Ullevi                                                  |                                                             |
|    |                 |         | (0 – 0) |       | Göteborg Publik: 30 000 Domare: Martti Hirviniemi (Finland) | Göteborg Publik: 30 000 Domare: Martti Hirviniemi (Finland) |
|    |                 |         |         |       | Göteborg Publik: 30 000 Domare: Martti Hirviniemi (Finland) | Göteborg Publik: 30 000 Domare: Martti Hirviniemi (Finland) |
|    |                 |         |         |       | Göteborg Publik: 30 000 Domare: Martti Hirviniemi (Finland) | Göteborg Publik: 30 000 Domare: Martti Hirviniemi (Finland) |

| NM | 14 augusti 1963 | Sverige | 0 – 0   | Finland | Råsunda                                                    |                                                            |
|    |                 |         | (0 – 0) |         | Stockholm Publik: 7 788 Domare: Hannes Sigurðsson (Island) | Stockholm Publik: 7 788 Domare: Hannes Sigurðsson (Island) |
|    |                 |         |         |         | Stockholm Publik: 7 788 Domare: Hannes Sigurðsson (Island) | Stockholm Publik: 7 788 Domare: Hannes Sigurðsson (Island) |
|    |                 |         |         |         | Stockholm Publik: 7 788 Domare: Hannes Sigurðsson (Island) | Stockholm Publik: 7 788 Domare: Hannes Sigurðsson (Island) |

| EMK   | 18 september 1963 | Sverige                               | 3 – 2           | Jugoslavien                        | Malmö Stadion                                      |                                                    |
| UTC+1 | UTC+1             | Örjan Persson 30′, 60′ Harry Bild 72′ | (1 – 1) Rapport | 21′ Slaven Zambata 64′ Milan Galić | Malmö Publik: 20 774 Domare: John Taylor (England) | Malmö Publik: 20 774 Domare: John Taylor (England) |
| UTC+1 | UTC+1             |                                       |                 |                                    | Malmö Publik: 20 774 Domare: John Taylor (England) | Malmö Publik: 20 774 Domare: John Taylor (England) |
| UTC+1 | UTC+1             |                                       |                 |                                    | Malmö Publik: 20 774 Domare: John Taylor (England) | Malmö Publik: 20 774 Domare: John Taylor (England) |

| NM | 6 oktober 1963 | Danmark | 2 – 2   | Sverige | Københavns Idrætspark                                     |                                                           |
|    |                |         | (2 – 2) |         | Köpenhamn Publik: 52 000 Domare: Arthur Holland (England) | Köpenhamn Publik: 52 000 Domare: Arthur Holland (England) |
|    |                |         |         |         | Köpenhamn Publik: 52 000 Domare: Arthur Holland (England) | Köpenhamn Publik: 52 000 Domare: Arthur Holland (England) |
|    |                |         |         |         | Köpenhamn Publik: 52 000 Domare: Arthur Holland (England) | Köpenhamn Publik: 52 000 Domare: Arthur Holland (England) |

| OSK | 27 oktober 1963 | Sverige | 2 – 2   | Ungern | Nya Ullevi                                            |                                                       |
|     |                 |         | (2 – 2) |        | Göteborg Publik: 25 109 Domare: Erik Beijar (Finland) | Göteborg Publik: 25 109 Domare: Erik Beijar (Finland) |
|     |                 |         |         |        | Göteborg Publik: 25 109 Domare: Erik Beijar (Finland) | Göteborg Publik: 25 109 Domare: Erik Beijar (Finland) |
|     |                 |         |         |        | Göteborg Publik: 25 109 Domare: Erik Beijar (Finland) | Göteborg Publik: 25 109 Domare: Erik Beijar (Finland) |

| TM | 3 november 1963 | Sverige | 2 – 1   | Västtyskland | Råsunda                                                   |                                                           |
|    |                 |         | (0 – 0) |              | Stockholm Publik: 10 192 Domare: Leo Horn (Nederländerna) | Stockholm Publik: 10 192 Domare: Leo Horn (Nederländerna) |
|    |                 |         |         |              | Stockholm Publik: 10 192 Domare: Leo Horn (Nederländerna) | Stockholm Publik: 10 192 Domare: Leo Horn (Nederländerna) |
|    |                 |         |         |              | Stockholm Publik: 10 192 Domare: Leo Horn (Nederländerna) | Stockholm Publik: 10 192 Domare: Leo Horn (Nederländerna) |

## 1964
| TM | 29 april 1964 | Nederländerna | 0 – 1   | Sverige | Feijenoordstadion                                                   |                                                                     |
|    |               |               | (0 – 1) |         | Rotterdam Publik: 38 000 Domare: Gerhard Schulenburg (Västtyskland) | Rotterdam Publik: 38 000 Domare: Gerhard Schulenburg (Västtyskland) |
|    |               |               |         |         | Rotterdam Publik: 38 000 Domare: Gerhard Schulenburg (Västtyskland) | Rotterdam Publik: 38 000 Domare: Gerhard Schulenburg (Västtyskland) |
|    |               |               |         |         | Rotterdam Publik: 38 000 Domare: Gerhard Schulenburg (Västtyskland) | Rotterdam Publik: 38 000 Domare: Gerhard Schulenburg (Västtyskland) |

| EMK | 13 maj 1964 | Sverige | 1 – 1           | Sovjetunionen | Råsunda                                                 |                                                         |
|     |             |         | (0 – 0) Rapport |               | Stockholm Publik: 37 525 Domare: James Finney (England) | Stockholm Publik: 37 525 Domare: James Finney (England) |
|     |             |         |                 |               | Stockholm Publik: 37 525 Domare: James Finney (England) | Stockholm Publik: 37 525 Domare: James Finney (England) |
|     |             |         |                 |               | Stockholm Publik: 37 525 Domare: James Finney (England) | Stockholm Publik: 37 525 Domare: James Finney (England) |

| EMK | 27 maj 1964 | Sovjetunionen                                 | 3 – 1   | Sverige         | Luzjnikistadion                                         |                                                         |
|     |             | Viktor Ponedelnik 32′, 56′ Valery Voronin 83′ | (1 – 0) | 78′ Kurt Hamrin | Moskva Publik: 103 000 Domare: Arthur Holland (England) | Moskva Publik: 103 000 Domare: Arthur Holland (England) |
|     |             |                                               |         |                 | Moskva Publik: 103 000 Domare: Arthur Holland (England) | Moskva Publik: 103 000 Domare: Arthur Holland (England) |
|     |             |                                               |         |                 | Moskva Publik: 103 000 Domare: Arthur Holland (England) | Moskva Publik: 103 000 Domare: Arthur Holland (England) |

| NM | 28 juni 1964 | Sverige | 4 – 1   | Danmark | Malmö Stadion                                      |                                                    |
|    |              |         | (1 – 0) |         | Malmö Publik: 25 678 Domare: Birger Nilsen (Norge) | Malmö Publik: 25 678 Domare: Birger Nilsen (Norge) |
|    |              |         |         |         | Malmö Publik: 25 678 Domare: Birger Nilsen (Norge) | Malmö Publik: 25 678 Domare: Birger Nilsen (Norge) |
|    |              |         |         |         | Malmö Publik: 25 678 Domare: Birger Nilsen (Norge) | Malmö Publik: 25 678 Domare: Birger Nilsen (Norge) |

| NM | 2 augusti 1964 | Finland | 0 – 1   | Sverige | Olympiastadion                                                  |                                                                 |
|    |                |         | (0 – 0) |         | Helsingfors Publik: 15 551 Domare: Helmuth Köhler (Östtyskland) | Helsingfors Publik: 15 551 Domare: Helmuth Köhler (Östtyskland) |
|    |                |         |         |         | Helsingfors Publik: 15 551 Domare: Helmuth Köhler (Östtyskland) | Helsingfors Publik: 15 551 Domare: Helmuth Köhler (Östtyskland) |
|    |                |         |         |         | Helsingfors Publik: 15 551 Domare: Helmuth Köhler (Östtyskland) | Helsingfors Publik: 15 551 Domare: Helmuth Köhler (Östtyskland) |

| NM | 20 september 1964 | Norge | 1 – 1   | Sverige | Ullevaal Stadion                                        |                                                         |
|    |                   |       | (1 – 0) |         | Oslo Publik: 22 000 Domare: Harold Davidson (Skottland) | Oslo Publik: 22 000 Domare: Harold Davidson (Skottland) |
|    |                   |       |         |         | Oslo Publik: 22 000 Domare: Harold Davidson (Skottland) | Oslo Publik: 22 000 Domare: Harold Davidson (Skottland) |
|    |                   |       |         |         | Oslo Publik: 22 000 Domare: Harold Davidson (Skottland) | Oslo Publik: 22 000 Domare: Harold Davidson (Skottland) |

| TM | 7 oktober 1964 | Sverige | 3 – 3   | Polen | Råsunda                                                             |                                                                     |
|    |                |         | (2 – 3) |       | Stockholm Publik: 9 941 Domare: Alexander Menisjkov (Sovjetunionen) | Stockholm Publik: 9 941 Domare: Alexander Menisjkov (Sovjetunionen) |
|    |                |         |         |       | Stockholm Publik: 9 941 Domare: Alexander Menisjkov (Sovjetunionen) | Stockholm Publik: 9 941 Domare: Alexander Menisjkov (Sovjetunionen) |
|    |                |         |         |       | Stockholm Publik: 9 941 Domare: Alexander Menisjkov (Sovjetunionen) | Stockholm Publik: 9 941 Domare: Alexander Menisjkov (Sovjetunionen) |

| VMK | 4 november 1964 | Västtyskland            | 1 – 1           | Sverige         | Olympiastadion                                               |                                                              |
|     |                 | Rudolf Brunnenmeier 24′ | (1 – 0) Rapport | 86′ Kurt Hamrin | Västberlin Publik: 74 000 Domare: Gottfried Dienst (Schweiz) | Västberlin Publik: 74 000 Domare: Gottfried Dienst (Schweiz) |
|     |                 |                         |                 |                 | Västberlin Publik: 74 000 Domare: Gottfried Dienst (Schweiz) | Västberlin Publik: 74 000 Domare: Gottfried Dienst (Schweiz) |
|     |                 |                         |                 |                 | Västberlin Publik: 74 000 Domare: Gottfried Dienst (Schweiz) | Västberlin Publik: 74 000 Domare: Gottfried Dienst (Schweiz) |

## 1965
| VMK | 5 maj 1965 | Sverige                                      | 3 – 0           | Cypern | Råsunda                                                    |                                                            |
|     |            | Agne Simonsson 25′, 73′ Torbjörn Jonsson 55′ | (1 – 0) Rapport |        | Stockholm Publik: 15 946 Domare: Magnus Petursson (Island) | Stockholm Publik: 15 946 Domare: Magnus Petursson (Island) |
|     |            |                                              |                 |        | Stockholm Publik: 15 946 Domare: Magnus Petursson (Island) | Stockholm Publik: 15 946 Domare: Magnus Petursson (Island) |
|     |            |                                              |                 |        | Stockholm Publik: 15 946 Domare: Magnus Petursson (Island) | Stockholm Publik: 15 946 Domare: Magnus Petursson (Island) |

| TM | 16 maj 1965 | Sverige | 1 – 2   | England | Nya Ullevi                                                 |                                                            |
|    |             |         | (1 – 1) |         | Göteborg Publik: 18 975 Domare: Henri Faucheux (Frankrike) | Göteborg Publik: 18 975 Domare: Henri Faucheux (Frankrike) |
|    |             |         |         |         | Göteborg Publik: 18 975 Domare: Henri Faucheux (Frankrike) | Göteborg Publik: 18 975 Domare: Henri Faucheux (Frankrike) |
|    |             |         |         |         | Göteborg Publik: 18 975 Domare: Henri Faucheux (Frankrike) | Göteborg Publik: 18 975 Domare: Henri Faucheux (Frankrike) |

| TM | 16 juni 1965 | Sverige | 2 – 2   | Italien | Malmö Stadion                                                   |                                                                 |
|    |              |         | (0 – 1) |         | Malmö Publik: 27 941 Domare: Kestutis Andziulis (Sovjetunionen) | Malmö Publik: 27 941 Domare: Kestutis Andziulis (Sovjetunionen) |
|    |              |         |         |         | Malmö Publik: 27 941 Domare: Kestutis Andziulis (Sovjetunionen) | Malmö Publik: 27 941 Domare: Kestutis Andziulis (Sovjetunionen) |
|    |              |         |         |         | Malmö Publik: 27 941 Domare: Kestutis Andziulis (Sovjetunionen) | Malmö Publik: 27 941 Domare: Kestutis Andziulis (Sovjetunionen) |

| NM | 20 juni 1965 | Danmark | 2 – 1   | Sverige | Københavns Idrætspark                                  |                                                        |
|    |              |         | (2 – 1) |         | Köpenhamn Publik: 50 000 Domare: Birger Nilsen (Norge) | Köpenhamn Publik: 50 000 Domare: Birger Nilsen (Norge) |
|    |              |         |         |         | Köpenhamn Publik: 50 000 Domare: Birger Nilsen (Norge) | Köpenhamn Publik: 50 000 Domare: Birger Nilsen (Norge) |
|    |              |         |         |         | Köpenhamn Publik: 50 000 Domare: Birger Nilsen (Norge) | Köpenhamn Publik: 50 000 Domare: Birger Nilsen (Norge) |

| TM | 30 juni 1965 | Sverige | 2 – 1   | Brasilien | Råsunda                                                  |                                                          |
|    |              |         | (1 – 1) |           | Stockholm Publik: 16 750 Domare: Joseph Hannet (Belgien) | Stockholm Publik: 16 750 Domare: Joseph Hannet (Belgien) |
|    |              |         |         |           | Stockholm Publik: 16 750 Domare: Joseph Hannet (Belgien) | Stockholm Publik: 16 750 Domare: Joseph Hannet (Belgien) |
|    |              |         |         |           | Stockholm Publik: 16 750 Domare: Joseph Hannet (Belgien) | Stockholm Publik: 16 750 Domare: Joseph Hannet (Belgien) |

| NM | 22 augusti 1965 | Sverige | 2 – 2   | Finland | Skogsvallen                                        |                                                    |
|    |                 |         | (1 – 1) |         | Luleå Publik: 13 970 Domare: Carl Hansen (Danmark) | Luleå Publik: 13 970 Domare: Carl Hansen (Danmark) |
|    |                 |         |         |         | Luleå Publik: 13 970 Domare: Carl Hansen (Danmark) | Luleå Publik: 13 970 Domare: Carl Hansen (Danmark) |
|    |                 |         |         |         | Luleå Publik: 13 970 Domare: Carl Hansen (Danmark) | Luleå Publik: 13 970 Domare: Carl Hansen (Danmark) |

| VMK | 26 september 1965 | Sverige              | 1 – 2           | Västtyskland                     | Råsunda                                                    |                                                            |
|     |                   | Torbjörn Jonsson 44′ | (1 – 1) Rapport | 45′ Werner Krämer 54′ Uwe Seeler | Stockholm Publik: 52 943 Domare: Kenneth Dagnall (England) | Stockholm Publik: 52 943 Domare: Kenneth Dagnall (England) |
|     |                   |                      |                 |                                  | Stockholm Publik: 52 943 Domare: Kenneth Dagnall (England) | Stockholm Publik: 52 943 Domare: Kenneth Dagnall (England) |
|     |                   |                      |                 |                                  | Stockholm Publik: 52 943 Domare: Kenneth Dagnall (England) | Stockholm Publik: 52 943 Domare: Kenneth Dagnall (England) |

| NM | 31 oktober 1965 | Sverige | 0 – 0   | Norge | Råsunda                                                |                                                        |
|    |                 |         | (0 – 0) |       | Stockholm Publik: 12 922 Domare: Waclaw Majdam (Polen) | Stockholm Publik: 12 922 Domare: Waclaw Majdam (Polen) |
|    |                 |         |         |       | Stockholm Publik: 12 922 Domare: Waclaw Majdam (Polen) | Stockholm Publik: 12 922 Domare: Waclaw Majdam (Polen) |
|    |                 |         |         |       | Stockholm Publik: 12 922 Domare: Waclaw Majdam (Polen) | Stockholm Publik: 12 922 Domare: Waclaw Majdam (Polen) |

| VMK | 7 november 1965 | Cypern | 0 – 5           | Sverige                                                         | Evagoras-stadion                                      |                                                       |
|     |                 |        | (0 – 4) Rapport | 24′, 25′ Lars Granström 37′ Ove Kindvall 40′, 87′ Bosse Larsson | Famagusta Publik: 2 716 Domare: Istvan Zsolt (Ungern) | Famagusta Publik: 2 716 Domare: Istvan Zsolt (Ungern) |
|     |                 |        |                 |                                                                 | Famagusta Publik: 2 716 Domare: Istvan Zsolt (Ungern) | Famagusta Publik: 2 716 Domare: Istvan Zsolt (Ungern) |
|     |                 |        |                 |                                                                 | Famagusta Publik: 2 716 Domare: Istvan Zsolt (Ungern) | Famagusta Publik: 2 716 Domare: Istvan Zsolt (Ungern) |

## 1966
| TM | 27 april 1966 | Östtyskland | 4 – 1   | Sverige | Centralstadion                                                    |                                                                   |
|    |               |             | (3 – 1) |         | Leipzig Publik: 45 000 Domare: Laurens van Ravens (Nederländerna) | Leipzig Publik: 45 000 Domare: Laurens van Ravens (Nederländerna) |
|    |               |             |         |         | Leipzig Publik: 45 000 Domare: Laurens van Ravens (Nederländerna) | Leipzig Publik: 45 000 Domare: Laurens van Ravens (Nederländerna) |
|    |               |             |         |         | Leipzig Publik: 45 000 Domare: Laurens van Ravens (Nederländerna) | Leipzig Publik: 45 000 Domare: Laurens van Ravens (Nederländerna) |

| TM | 18 maj 1966 | Polen | 1 – 1   | Sverige | Swierczewski                                          |                                                       |
|    |             |       | (1 – 1) |         | Wrocław Publik: 45 000 Domare: Vital Loraux (Belgien) | Wrocław Publik: 45 000 Domare: Vital Loraux (Belgien) |
|    |             |       |         |         | Wrocław Publik: 45 000 Domare: Vital Loraux (Belgien) | Wrocław Publik: 45 000 Domare: Vital Loraux (Belgien) |
|    |             |       |         |         | Wrocław Publik: 45 000 Domare: Vital Loraux (Belgien) | Wrocław Publik: 45 000 Domare: Vital Loraux (Belgien) |

| NM | 4 juni 1966 | Finland | 1 – 0   | Sverige | Olympiastadion                                           |                                                          |
|    |             |         | (1 – 0) |         | Helsingfors Publik: 29 622 Domare: Birger Nilsen (Norge) | Helsingfors Publik: 29 622 Domare: Birger Nilsen (Norge) |
|    |             |         |         |         | Helsingfors Publik: 29 622 Domare: Birger Nilsen (Norge) | Helsingfors Publik: 29 622 Domare: Birger Nilsen (Norge) |
|    |             |         |         |         | Helsingfors Publik: 29 622 Domare: Birger Nilsen (Norge) | Helsingfors Publik: 29 622 Domare: Birger Nilsen (Norge) |

| TM | 27 juni 1966 | Sverige | 1 – 1   | Jugoslavien | Malmö Stadion                                                |                                                              |
|    |              |         | (1 – 0) |             | Malmö Publik: 15 784 Domare: Kurt Tschenscher (Västtyskland) | Malmö Publik: 15 784 Domare: Kurt Tschenscher (Västtyskland) |
|    |              |         |         |             | Malmö Publik: 15 784 Domare: Kurt Tschenscher (Västtyskland) | Malmö Publik: 15 784 Domare: Kurt Tschenscher (Västtyskland) |
|    |              |         |         |             | Malmö Publik: 15 784 Domare: Kurt Tschenscher (Västtyskland) | Malmö Publik: 15 784 Domare: Kurt Tschenscher (Västtyskland) |

| TM | 30 juni 1966 | Sverige | 2 – 3   | Brasilien | Nya Ullevi                                            |                                                       |
|    |              |         | (0 – 1) |           | Göteborg Publik: 46 824 Domare: Bertil Lööw (Sverige) | Göteborg Publik: 46 824 Domare: Bertil Lööw (Sverige) |
|    |              |         |         |           | Göteborg Publik: 46 824 Domare: Bertil Lööw (Sverige) | Göteborg Publik: 46 824 Domare: Bertil Lööw (Sverige) |
|    |              |         |         |           | Göteborg Publik: 46 824 Domare: Bertil Lööw (Sverige) | Göteborg Publik: 46 824 Domare: Bertil Lööw (Sverige) |

| NM | 18 september 1966 | Norge | 2 – 4   | Sverige | Ullevaal Stadion                                        |                                                         |
|    |                   |       | (2 – 0) |         | Oslo Publik: 24 551 Domare: Bramming Sörensen (Danmark) | Oslo Publik: 24 551 Domare: Bramming Sörensen (Danmark) |
|    |                   |       |         |         | Oslo Publik: 24 551 Domare: Bramming Sörensen (Danmark) | Oslo Publik: 24 551 Domare: Bramming Sörensen (Danmark) |
|    |                   |       |         |         | Oslo Publik: 24 551 Domare: Bramming Sörensen (Danmark) | Oslo Publik: 24 551 Domare: Bramming Sörensen (Danmark) |

| TM | 5 oktober 1966 | Sverige | 4 – 1   | Österrike | Råsunda                                                             |                                                                     |
|    |                |         | (1 – 0) |           | Stockholm Publik: 19 194 Domare: Kestutis Andziulis (Sovjetunionen) | Stockholm Publik: 19 194 Domare: Kestutis Andziulis (Sovjetunionen) |
|    |                |         |         |           | Stockholm Publik: 19 194 Domare: Kestutis Andziulis (Sovjetunionen) | Stockholm Publik: 19 194 Domare: Kestutis Andziulis (Sovjetunionen) |
|    |                |         |         |           | Stockholm Publik: 19 194 Domare: Kestutis Andziulis (Sovjetunionen) | Stockholm Publik: 19 194 Domare: Kestutis Andziulis (Sovjetunionen) |

| NM | 6 november 1966 | Sverige | 2 – 1   | Danmark | Råsunda                                                |                                                        |
|    |                 |         | (1 – 1) |         | Stockholm Publik: 16 780 Domare: Toimi Olkku (Finland) | Stockholm Publik: 16 780 Domare: Toimi Olkku (Finland) |
|    |                 |         |         |         | Stockholm Publik: 16 780 Domare: Toimi Olkku (Finland) | Stockholm Publik: 16 780 Domare: Toimi Olkku (Finland) |
|    |                 |         |         |         | Stockholm Publik: 16 780 Domare: Toimi Olkku (Finland) | Stockholm Publik: 16 780 Domare: Toimi Olkku (Finland) |

| EMK | 13 november 1966 | Portugal | 1 – 2   | Sverige | Estádio Nacional                                            |                                                             |
|     |                  |          | (1 – 1) |         | Lissabon Publik: 35 000 Domare: Jacques Colling (Luxemburg) | Lissabon Publik: 35 000 Domare: Jacques Colling (Luxemburg) |
|     |                  |          |         |         | Lissabon Publik: 35 000 Domare: Jacques Colling (Luxemburg) | Lissabon Publik: 35 000 Domare: Jacques Colling (Luxemburg) |
|     |                  |          |         |         | Lissabon Publik: 35 000 Domare: Jacques Colling (Luxemburg) | Lissabon Publik: 35 000 Domare: Jacques Colling (Luxemburg) |

## 1967
| TM | 17 maj 1967 | Sverige | 0 – 1   | Östtyskland | Olympia                                                  |                                                          |
|    |             |         | (0 – 0) |             | Helsingborg Publik: 7 129 Domare: Frede Hansen (Danmark) | Helsingborg Publik: 7 129 Domare: Frede Hansen (Danmark) |
|    |             |         |         |             | Helsingborg Publik: 7 129 Domare: Frede Hansen (Danmark) | Helsingborg Publik: 7 129 Domare: Frede Hansen (Danmark) |
|    |             |         |         |             | Helsingborg Publik: 7 129 Domare: Frede Hansen (Danmark) | Helsingborg Publik: 7 129 Domare: Frede Hansen (Danmark) |

| EMK | 1 juni 1967 | Sverige | 1 – 1   | Portugal | Råsunda                                                 |                                                         |
|     |             |         | (0 – 1) |          | Stockholm Publik: 49 689 Domare: Kevin Howley (England) | Stockholm Publik: 49 689 Domare: Kevin Howley (England) |
|     |             |         |         |          | Stockholm Publik: 49 689 Domare: Kevin Howley (England) | Stockholm Publik: 49 689 Domare: Kevin Howley (England) |
|     |             |         |         |          | Stockholm Publik: 49 689 Domare: Kevin Howley (England) | Stockholm Publik: 49 689 Domare: Kevin Howley (England) |

| EMK | 11 juni 1967 | Sverige | 0 – 2   | Bulgarien | Råsunda                                                |                                                        |
|     |              |         | (0 – 1) |           | Stockholm Publik: 24 271 Domare: Leo Callaghan (Wales) | Stockholm Publik: 24 271 Domare: Leo Callaghan (Wales) |
|     |              |         |         |           | Stockholm Publik: 24 271 Domare: Leo Callaghan (Wales) | Stockholm Publik: 24 271 Domare: Leo Callaghan (Wales) |
|     |              |         |         |           | Stockholm Publik: 24 271 Domare: Leo Callaghan (Wales) | Stockholm Publik: 24 271 Domare: Leo Callaghan (Wales) |

| NM | 25 juni 1967 | Danmark | 1 – 1   | Sverige | Københavns Idrætspark                                          |                                                                |
|    |              |         | (0 – 0) |         | Köpenhamn Publik: 49 100 Domare: Kurt Handwerke (Västtyskland) | Köpenhamn Publik: 49 100 Domare: Kurt Handwerke (Västtyskland) |
|    |              |         |         |         | Köpenhamn Publik: 49 100 Domare: Kurt Handwerke (Västtyskland) | Köpenhamn Publik: 49 100 Domare: Kurt Handwerke (Västtyskland) |
|    |              |         |         |         | Köpenhamn Publik: 49 100 Domare: Kurt Handwerke (Västtyskland) | Köpenhamn Publik: 49 100 Domare: Kurt Handwerke (Västtyskland) |

| NM | 10 augusti 1967 | Sverige | 2 – 0   | Finland | Råsunda                                                     |                                                             |
|    |                 |         | (1 – 0) |         | Stockholm Publik: 11 909 Domare: Stanislaw Eksztajn (Polen) | Stockholm Publik: 11 909 Domare: Stanislaw Eksztajn (Polen) |
|    |                 |         |         |         | Stockholm Publik: 11 909 Domare: Stanislaw Eksztajn (Polen) | Stockholm Publik: 11 909 Domare: Stanislaw Eksztajn (Polen) |
|    |                 |         |         |         | Stockholm Publik: 11 909 Domare: Stanislaw Eksztajn (Polen) | Stockholm Publik: 11 909 Domare: Stanislaw Eksztajn (Polen) |

| EMK | 3 september 1967 | Norge | 3 – 1   | Sverige | Ullevaal Stadion                               |                                                |
|     |                  |       | (1 – 1) |         | Oslo Publik: 31 287 Domare: Jan Pawlik (Polen) | Oslo Publik: 31 287 Domare: Jan Pawlik (Polen) |
|     |                  |       |         |         | Oslo Publik: 31 287 Domare: Jan Pawlik (Polen) | Oslo Publik: 31 287 Domare: Jan Pawlik (Polen) |
|     |                  |       |         |         | Oslo Publik: 31 287 Domare: Jan Pawlik (Polen) | Oslo Publik: 31 287 Domare: Jan Pawlik (Polen) |

| EMK/NM | 5 november 1967 | Sverige | 5 – 2   | Norge | Råsunda                                                      |                                                              |
|        |                 |         | (2 – 0) |       | Stockholm Publik: 14 078 Domare: Rudi Glöckner (Östtyskland) | Stockholm Publik: 14 078 Domare: Rudi Glöckner (Östtyskland) |
|        |                 |         |         |       | Stockholm Publik: 14 078 Domare: Rudi Glöckner (Östtyskland) | Stockholm Publik: 14 078 Domare: Rudi Glöckner (Östtyskland) |
|        |                 |         |         |       | Stockholm Publik: 14 078 Domare: Rudi Glöckner (Östtyskland) | Stockholm Publik: 14 078 Domare: Rudi Glöckner (Östtyskland) |

| EMK | 12 november 1967 | Bulgarien | 3 – 0   | Sverige | Råsunda                                                            |                                                                    |
|     |                  |           | (2 – 0) |         | Stockholm Publik: 35 000 Domare: Josip-Drago Horwath (Jugoslavien) | Stockholm Publik: 35 000 Domare: Josip-Drago Horwath (Jugoslavien) |
|     |                  |           |         |         | Stockholm Publik: 35 000 Domare: Josip-Drago Horwath (Jugoslavien) | Stockholm Publik: 35 000 Domare: Josip-Drago Horwath (Jugoslavien) |
|     |                  |           |         |         | Stockholm Publik: 35 000 Domare: Josip-Drago Horwath (Jugoslavien) | Stockholm Publik: 35 000 Domare: Josip-Drago Horwath (Jugoslavien) |

## 1968
| TM | 19 februari 1968 | Israel | 0 – 3   | Sverige | Bloomfield Stadion                                          |                                                             |
|    |                  |        | (0 – 3) |         | Tel Aviv Publik: 18 000 Domare: Andrei Radulescu (Rumänien) | Tel Aviv Publik: 18 000 Domare: Andrei Radulescu (Rumänien) |
|    |                  |        |         |         | Tel Aviv Publik: 18 000 Domare: Andrei Radulescu (Rumänien) | Tel Aviv Publik: 18 000 Domare: Andrei Radulescu (Rumänien) |
|    |                  |        |         |         | Tel Aviv Publik: 18 000 Domare: Andrei Radulescu (Rumänien) | Tel Aviv Publik: 18 000 Domare: Andrei Radulescu (Rumänien) |

| TM | 28 februari 1968 | Spanien | 3 – 1   | Sverige | Sanchez-Pizjuan                                                    |                                                                    |
|    |                  |         | (2 – 1) |         | Sevilla Publik: 18 000 Domare: Joaqium Fernandes Campos (Portugal) | Sevilla Publik: 18 000 Domare: Joaqium Fernandes Campos (Portugal) |
|    |                  |         |         |         | Sevilla Publik: 18 000 Domare: Joaqium Fernandes Campos (Portugal) | Sevilla Publik: 18 000 Domare: Joaqium Fernandes Campos (Portugal) |
|    |                  |         |         |         | Sevilla Publik: 18 000 Domare: Joaqium Fernandes Campos (Portugal) | Sevilla Publik: 18 000 Domare: Joaqium Fernandes Campos (Portugal) |

| TM | 2 maj 1968 | Sverige | 1 – 1   | Spanien | Malmö Stadion                                                    |                                                                  |
|    |            |         | (1 – 0) |         | Malmö Publik: 27 275 Domare: Hans-Joachim Weyland (Västtyskland) | Malmö Publik: 27 275 Domare: Hans-Joachim Weyland (Västtyskland) |
|    |            |         |         |         | Malmö Publik: 27 275 Domare: Hans-Joachim Weyland (Västtyskland) | Malmö Publik: 27 275 Domare: Hans-Joachim Weyland (Västtyskland) |
|    |            |         |         |         | Malmö Publik: 27 275 Domare: Hans-Joachim Weyland (Västtyskland) | Malmö Publik: 27 275 Domare: Hans-Joachim Weyland (Västtyskland) |

| TM | 22 maj 1968 | England | 3 – 1   | Sverige | Wembley Stadium                                      |                                                      |
|    |             |         | (2 – 0) |         | London Publik: 72 000 Domare: Othmar Huber (Schweiz) | London Publik: 72 000 Domare: Othmar Huber (Schweiz) |
|    |             |         |         |         | London Publik: 72 000 Domare: Othmar Huber (Schweiz) | London Publik: 72 000 Domare: Othmar Huber (Schweiz) |
|    |             |         |         |         | London Publik: 72 000 Domare: Othmar Huber (Schweiz) | London Publik: 72 000 Domare: Othmar Huber (Schweiz) |

| NM | 27 juni 1968 | Sverige | 2 – 1   | Danmark | Råsunda                                               |                                                       |
|    |              |         | (1 – 1) |         | Stockholm Publik: 14 489 Domare: Johan Riseth (Norge) | Stockholm Publik: 14 489 Domare: Johan Riseth (Norge) |
|    |              |         |         |         | Stockholm Publik: 14 489 Domare: Johan Riseth (Norge) | Stockholm Publik: 14 489 Domare: Johan Riseth (Norge) |
|    |              |         |         |         | Stockholm Publik: 14 489 Domare: Johan Riseth (Norge) | Stockholm Publik: 14 489 Domare: Johan Riseth (Norge) |

| TM | 1 augusti 1968 | Sverige | 2 – 2   | Sovjetunionen | Nya Ullevi                                             |                                                        |
|    |                |         | (0 – 1) |               | Göteborg Publik: 44 867 Domare: Arnth Jensen (Danmark) | Göteborg Publik: 44 867 Domare: Arnth Jensen (Danmark) |
|    |                |         |         |               | Göteborg Publik: 44 867 Domare: Arnth Jensen (Danmark) | Göteborg Publik: 44 867 Domare: Arnth Jensen (Danmark) |
|    |                |         |         |               | Göteborg Publik: 44 867 Domare: Arnth Jensen (Danmark) | Göteborg Publik: 44 867 Domare: Arnth Jensen (Danmark) |

| NM | 11 september 1968 | Finland | 0 – 3   | Sverige | Olympiastadion                                               |                                                              |
|    |                   |         | (0 – 1) |         | Helsingfors Publik: 16 839 Domare: Karl Riegg (Västtyskland) | Helsingfors Publik: 16 839 Domare: Karl Riegg (Västtyskland) |
|    |                   |         |         |         | Helsingfors Publik: 16 839 Domare: Karl Riegg (Västtyskland) | Helsingfors Publik: 16 839 Domare: Karl Riegg (Västtyskland) |
|    |                   |         |         |         | Helsingfors Publik: 16 839 Domare: Karl Riegg (Västtyskland) | Helsingfors Publik: 16 839 Domare: Karl Riegg (Västtyskland) |

| NM | 15 september 1968 | Norge | 1 – 1   | Sverige | Ullevaal Stadion                                               |                                                                |
|    |                   |       | (1 – 1) |         | Oslo Publik: 23 564 Domare: Adrianus Aalbrecht (Nederländerna) | Oslo Publik: 23 564 Domare: Adrianus Aalbrecht (Nederländerna) |
|    |                   |       |         |         | Oslo Publik: 23 564 Domare: Adrianus Aalbrecht (Nederländerna) | Oslo Publik: 23 564 Domare: Adrianus Aalbrecht (Nederländerna) |
|    |                   |       |         |         | Oslo Publik: 23 564 Domare: Adrianus Aalbrecht (Nederländerna) | Oslo Publik: 23 564 Domare: Adrianus Aalbrecht (Nederländerna) |

| VMK | 9 oktober 1968 | Sverige                                           | 5 – 0           | Norge | Råsunda                                              |                                                      |
|     |                | Ove Kindvall 38′, 58′, 61′ Bosse Larsson 56′, 81′ | (1 – 0) Rapport |       | Stockholm Publik: 32 063 Domare: Pekka Aho (Finland) | Stockholm Publik: 32 063 Domare: Pekka Aho (Finland) |
|     |                |                                                   |                 |       | Stockholm Publik: 32 063 Domare: Pekka Aho (Finland) | Stockholm Publik: 32 063 Domare: Pekka Aho (Finland) |
|     |                |                                                   |                 |       | Stockholm Publik: 32 063 Domare: Pekka Aho (Finland) | Stockholm Publik: 32 063 Domare: Pekka Aho (Finland) |

## 1969
| TM | 18 februari 1969 | Israel | 2 – 3   | Sverige | Bloomfield Stadion                                    |                                                       |
|    |                  |        | (2 – 2) |         | Tel Aviv Publik: 18 000 Domare: Shlomo Merin (Israel) | Tel Aviv Publik: 18 000 Domare: Shlomo Merin (Israel) |
|    |                  |        |         |         | Tel Aviv Publik: 18 000 Domare: Shlomo Merin (Israel) | Tel Aviv Publik: 18 000 Domare: Shlomo Merin (Israel) |
|    |                  |        |         |         | Tel Aviv Publik: 18 000 Domare: Shlomo Merin (Israel) | Tel Aviv Publik: 18 000 Domare: Shlomo Merin (Israel) |

| TM | 26 februari 1969 | Jugoslavien | 2 – 1   | Sverige | Hajduk                                                 |                                                        |
|    |                  |             | (2 – 1) |         | Split Publik: 2 500 Domare: Aurelio Angonese (Italien) | Split Publik: 2 500 Domare: Aurelio Angonese (Italien) |
|    |                  |             |         |         | Split Publik: 2 500 Domare: Aurelio Angonese (Italien) | Split Publik: 2 500 Domare: Aurelio Angonese (Italien) |
|    |                  |             |         |         | Split Publik: 2 500 Domare: Aurelio Angonese (Italien) | Split Publik: 2 500 Domare: Aurelio Angonese (Italien) |

| TM | 1 maj 1969 | Sverige | 1 – 0   | Mexiko | Malmö Stadion                                             |                                                           |
|    |            |         | (1 – 0) |        | Malmö Publik: 23 412 Domare: Heinz Siebert (Västtyskland) | Malmö Publik: 23 412 Domare: Heinz Siebert (Västtyskland) |
|    |            |         |         |        | Malmö Publik: 23 412 Domare: Heinz Siebert (Västtyskland) | Malmö Publik: 23 412 Domare: Heinz Siebert (Västtyskland) |
|    |            |         |         |        | Malmö Publik: 23 412 Domare: Heinz Siebert (Västtyskland) | Malmö Publik: 23 412 Domare: Heinz Siebert (Västtyskland) |

| NM | 22 maj 1969 | Sverige | 4 – 0   | Finland | Värendsvallen                                        |                                                      |
|    |             |         | (1 – 0) |         | Växjö Publik: 15 678 Domare: Tage Sörensen (Danmark) | Växjö Publik: 15 678 Domare: Tage Sörensen (Danmark) |
|    |             |         |         |         | Växjö Publik: 15 678 Domare: Tage Sörensen (Danmark) | Växjö Publik: 15 678 Domare: Tage Sörensen (Danmark) |
|    |             |         |         |         | Växjö Publik: 15 678 Domare: Tage Sörensen (Danmark) | Växjö Publik: 15 678 Domare: Tage Sörensen (Danmark) |

| NM | 1 juni 1969 | Sverige | 4 – 2   | Norge | Nya Ullevi                                             |                                                        |
|    |             |         | (3 – 1) |       | Göteborg Publik: 15 678 Domare: Kevin Howley (Danmark) | Göteborg Publik: 15 678 Domare: Kevin Howley (Danmark) |
|    |             |         |         |       | Göteborg Publik: 15 678 Domare: Kevin Howley (Danmark) | Göteborg Publik: 15 678 Domare: Kevin Howley (Danmark) |
|    |             |         |         |       | Göteborg Publik: 15 678 Domare: Kevin Howley (Danmark) | Göteborg Publik: 15 678 Domare: Kevin Howley (Danmark) |

| VMK | 19 juni 1969 | Norge                     | 2 – 5           | Sverige                                                                            | Ullevaal Stadion                                        |                                                         |
|     |              | Ola Dybwad-Olsen 52′, 53′ | (0 – 3) Rapport | 21′ Örjan Persson 26′ Leif Eriksson 35′ Ove Kindvall 47′ Ove Grahn 49′ Roland Grip | Oslo Publik: 26 284 Domare: Jacques Colling (Luxemburg) | Oslo Publik: 26 284 Domare: Jacques Colling (Luxemburg) |
|     |              |                           |                 |                                                                                    | Oslo Publik: 26 284 Domare: Jacques Colling (Luxemburg) | Oslo Publik: 26 284 Domare: Jacques Colling (Luxemburg) |
|     |              |                           |                 |                                                                                    | Oslo Publik: 26 284 Domare: Jacques Colling (Luxemburg) | Oslo Publik: 26 284 Domare: Jacques Colling (Luxemburg) |

| NM | 25 juni 1969 | Danmark | 0 – 1   | Sverige | Københavns Idrætspark                                |                                                      |
|    |              |         | (0 – 0) |         | Köpenhamn Publik: 50 000 Domare: Henry Öberg (Norge) | Köpenhamn Publik: 50 000 Domare: Henry Öberg (Norge) |
|    |              |         |         |         | Köpenhamn Publik: 50 000 Domare: Henry Öberg (Norge) | Köpenhamn Publik: 50 000 Domare: Henry Öberg (Norge) |
|    |              |         |         |         | Köpenhamn Publik: 50 000 Domare: Henry Öberg (Norge) | Köpenhamn Publik: 50 000 Domare: Henry Öberg (Norge) |

| TM | 6 augusti 1969 | Sovjetunionen | 0 – 1   | Sverige | Centralstadion                                              |                                                             |
|    |                |               | (0 – 1) |         | Moskva Publik: 75 000 Domare: Wolfgang Riedel (Östtyskland) | Moskva Publik: 75 000 Domare: Wolfgang Riedel (Östtyskland) |
|    |                |               |         |         | Moskva Publik: 75 000 Domare: Wolfgang Riedel (Östtyskland) | Moskva Publik: 75 000 Domare: Wolfgang Riedel (Östtyskland) |
|    |                |               |         |         | Moskva Publik: 75 000 Domare: Wolfgang Riedel (Östtyskland) | Moskva Publik: 75 000 Domare: Wolfgang Riedel (Östtyskland) |

| TM | 25 augusti 1969 | Sverige | 3 – 1   | Israel | Råsunda                                             |                                                     |
|    |                 |         | (2 – 1) |        | Stockholm Publik: 11 286 Domare: Einar Røed (Norge) | Stockholm Publik: 11 286 Domare: Einar Røed (Norge) |
|    |                 |         |         |        | Stockholm Publik: 11 286 Domare: Einar Røed (Norge) | Stockholm Publik: 11 286 Domare: Einar Røed (Norge) |
|    |                 |         |         |        | Stockholm Publik: 11 286 Domare: Einar Røed (Norge) | Stockholm Publik: 11 286 Domare: Einar Røed (Norge) |

| TM | 25 september 1969 | Sverige | 2 – 0   | Ungern | Råsunda                                                  |                                                          |
|    |                   |         | (0 – 0) |        | Stockholm Publik: 6 357 Domare: Ejner Espersen (Danmark) | Stockholm Publik: 6 357 Domare: Ejner Espersen (Danmark) |
|    |                   |         |         |        | Stockholm Publik: 6 357 Domare: Ejner Espersen (Danmark) | Stockholm Publik: 6 357 Domare: Ejner Espersen (Danmark) |
|    |                   |         |         |        | Stockholm Publik: 6 357 Domare: Ejner Espersen (Danmark) | Stockholm Publik: 6 357 Domare: Ejner Espersen (Danmark) |

| VMK | 15 oktober 1969 | Sverige                      | 2 – 0           | Frankrike | Råsunda                                                      |                                                              |
|     |                 | Ove Kindvall 33′ (str.), 65′ | (1 – 0) Rapport |           | Stockholm Publik: 51 954 Domare: Rudi Glöckner (Östtyskland) | Stockholm Publik: 51 954 Domare: Rudi Glöckner (Östtyskland) |
|     |                 |                              |                 |           | Stockholm Publik: 51 954 Domare: Rudi Glöckner (Östtyskland) | Stockholm Publik: 51 954 Domare: Rudi Glöckner (Östtyskland) |
|     |                 |                              |                 |           | Stockholm Publik: 51 954 Domare: Rudi Glöckner (Östtyskland) | Stockholm Publik: 51 954 Domare: Rudi Glöckner (Östtyskland) |

| VMK | 1 november 1969 | Frankrike                                           | 3 – 0           | Sverige | Parc des Princes                                   |                                                    |
|     |                 | Jean-Claude Bras 39′, 43′ Jean Djorkaeff 41′ (str.) | (3 – 0) Rapport |         | Paris Publik: 17 916 Domare: David Smith (England) | Paris Publik: 17 916 Domare: David Smith (England) |
|     |                 |                                                     |                 |         | Paris Publik: 17 916 Domare: David Smith (England) | Paris Publik: 17 916 Domare: David Smith (England) |
|     |                 |                                                     |                 |         | Paris Publik: 17 916 Domare: David Smith (England) | Paris Publik: 17 916 Domare: David Smith (England) |

## Anmärkningslista
1. Då Sverige och Scheiwz slutade på samma poäng i gruppen (bara segraren gick vidare) spelades det en playoff-match på neutral plan.
2. ↑  Då Sverige och Scheiwz slutade på samma poäng i gruppen (bara segraren gick vidare) spelades det en playoff-match på neutral plan.